# Nick Gates
Nick Gates (født 10. marts 1972) er en australsk tidligere professionel cykelrytter.